# Męczennicy mormońscy
Męczennicy mormońscy – osoby, które cierpiały bądź zginęły w obronie swoich wierzeń i przekonań jako członkowie Kościoła Jezusa Chrystusa Świętych w Dniach Ostatnich.
Tradycja męczeńska w łonie mormonizmu sięga początków tej tradycji religijnej. Ma swoje korzenie również w pismach świętych należących do mormońskiego kanonu, w tym w Księdze Mormona. Wskazuje się tutaj chociażby na proroka Abinadiego, którego męczeństwo opisano we wchodzącej właśnie w skład Księgi Mormona Księgi Mosjasza. Za utrwalonych w tradycji kanonicznej męczenników uznaje się także kobiety i dzieci z ziemi ammonihańskiej spalone za swe wierzenia, zgodnie z zapisem przechowanym w Księdze Almy, innej z części składowych Księgi Mormona.
Na rozwój tradycji męczeńskiej w mormonizmie ogromny wpływ miały pierwsze lata funkcjonowania Kościoła, naznaczone konfliktami między świętymi w dniach ostatnich a niechętnym im otoczeniem. Konflikt między mormońskimi osadnikami a milicjami stanowymi Missouri z 1838 uznaje się najczęściej za jej początek. David W. Patten, członek Kworum Dwunastu Apostołów, zmarły na skutek ran odniesionych w potyczce nad rzeką Crooked 25 października 1838, określany jest zazwyczaj mianem pierwszego mormońskiego męczennika. Podobnie za męczenników uznaje się ofiary masakry z Haun's Mill z 30 października 1838. 
Wcześni męczennicy mormońscy to także ofiary ataków w Ohio czy Illinois, jak również wierni, którzy straciły życie podczas migracji świętych w dniach ostatnich na terytorium współczesnego Utah. Za najlepiej znane i najmocniej zakorzenione w mormońskiej świadomości zbiorowej przypadki męczeństwa uznaje się niemniej śmierć twórcy oraz pierwszego prezydenta Kościoła Josepha Smitha, a także jego brata Hyruma Smitha. Ich morderstwo z 27 czerwca 1844 zostało utrwalone w końcowych rozdziałach Nauk i Przymierzy, jednej z ksiąg uznawanych przez mormonów za pisma święte. Krótko później zmarł, również śmiercią męczeńską, młodszy brat wspomnianych przywódców Samuel Smith.
Męczennicy pojawiali się w historii Kościoła Jezusa Chrystusa Świętych w Dniach Ostatnich również w okresie późniejszym, wykraczającym poza burzliwe początki tej wspólnoty religijnej. Grupą szczególnie narażoną na męczeńską śmierć byli liczni misjonarze. W Stanach Zjednoczonych jednostką misyjną, która doświadczyła najczęstszych przypadków męczeństwa, była misja odpowiadająca za południowe stany kraju. Poza Ameryką Północną historycy zajmujący się dziejami mormonizmu odnotowali przypadki zgonów misjonarzy na terenie współczesnej Syrii, Turcji, a także współczesnego Izraela.